# Scapheremaeus tonatiuh
Scapheremaeus tonatiuh är en kvalsterart som beskrevs av Palacios-Vargas, Ríos och Vázquez 1998. Scapheremaeus tonatiuh ingår i släktet Scapheremaeus och familjen Cymbaeremaeidae. Inga underarter finns listade i Catalogue of Life.